# Геба
Геба е река в Западна Африка, извираща от Гвинея. Минава през Сенегал и Гвинея-Бисау и се влива в Атлантическия океан.
Реката има важна транспортна функция. 90 мили от реката са удобни за минаването на 2000 тонни кораби.
| Портал | Портал „Африка“ съдържа още много статии, свързани с Африка. Можете да се включите към Уикипроект „Африка“. |